# Herminia autumnalis
Herminia autumnalis är en fjärilsart som beskrevs av Turati 1913. Herminia autumnalis ingår i släktet Herminia och familjen nattflyn. Inga underarter finns listade i Catalogue of Life.